# شکار نهنگ در ژاپن

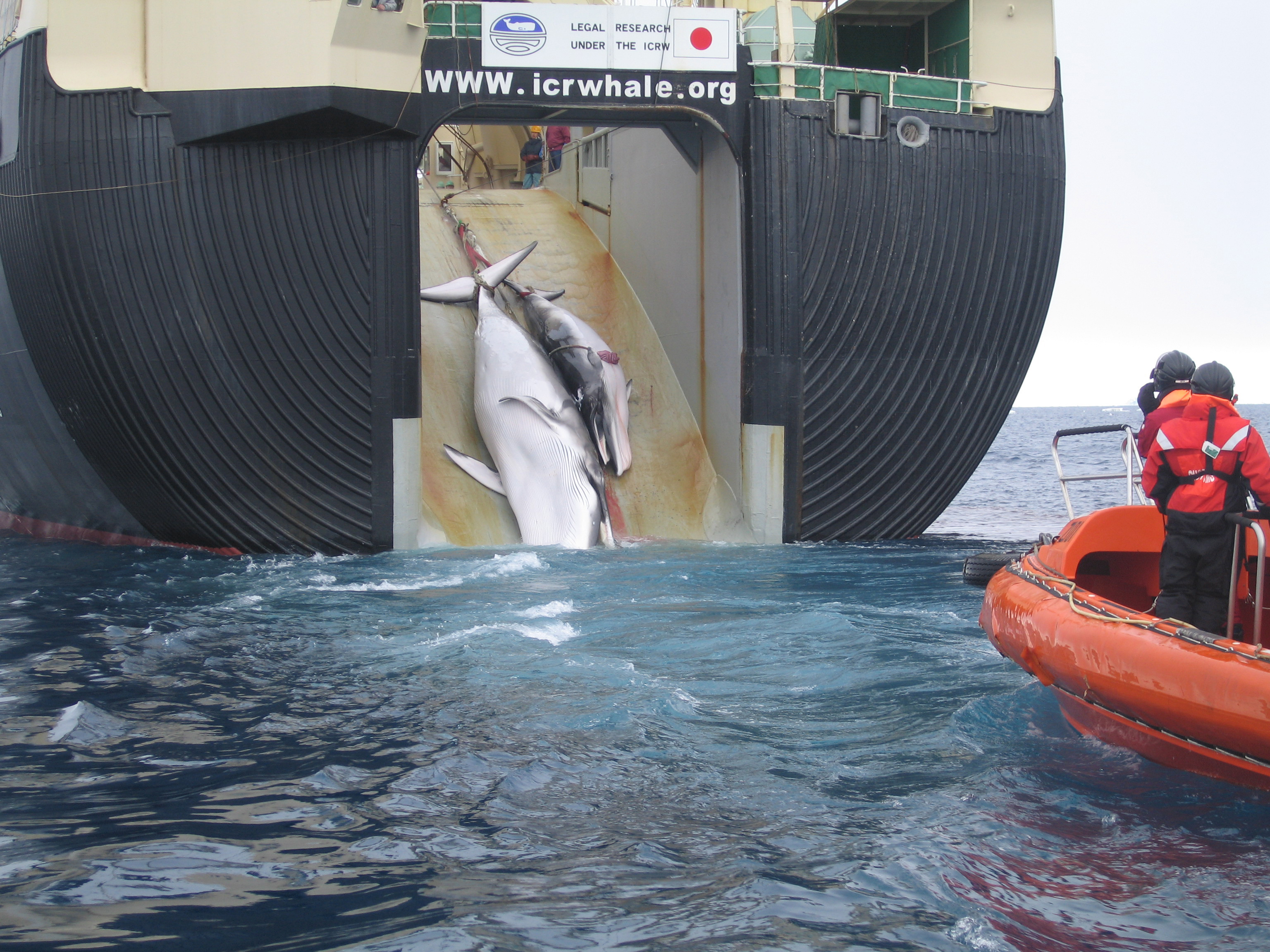
یک نهنگ مادر به اتفاق بچه‌اش در کشتی شکار نهنگ. استرالیا این تصویر را به منظور اثبات ادعاهای حقوقی در زمینه تجاوز ژاپن به پناهگاه‌ها
منتشر کرد. با توجه به تابلوی روی کشتی، استرالیا مدعی‌شد که شکارچیان ژاپنی در پوشش سازمان‌های تحقیقی، اقدام به دور زدن مخفیانه قوانین شکار می‌نماید

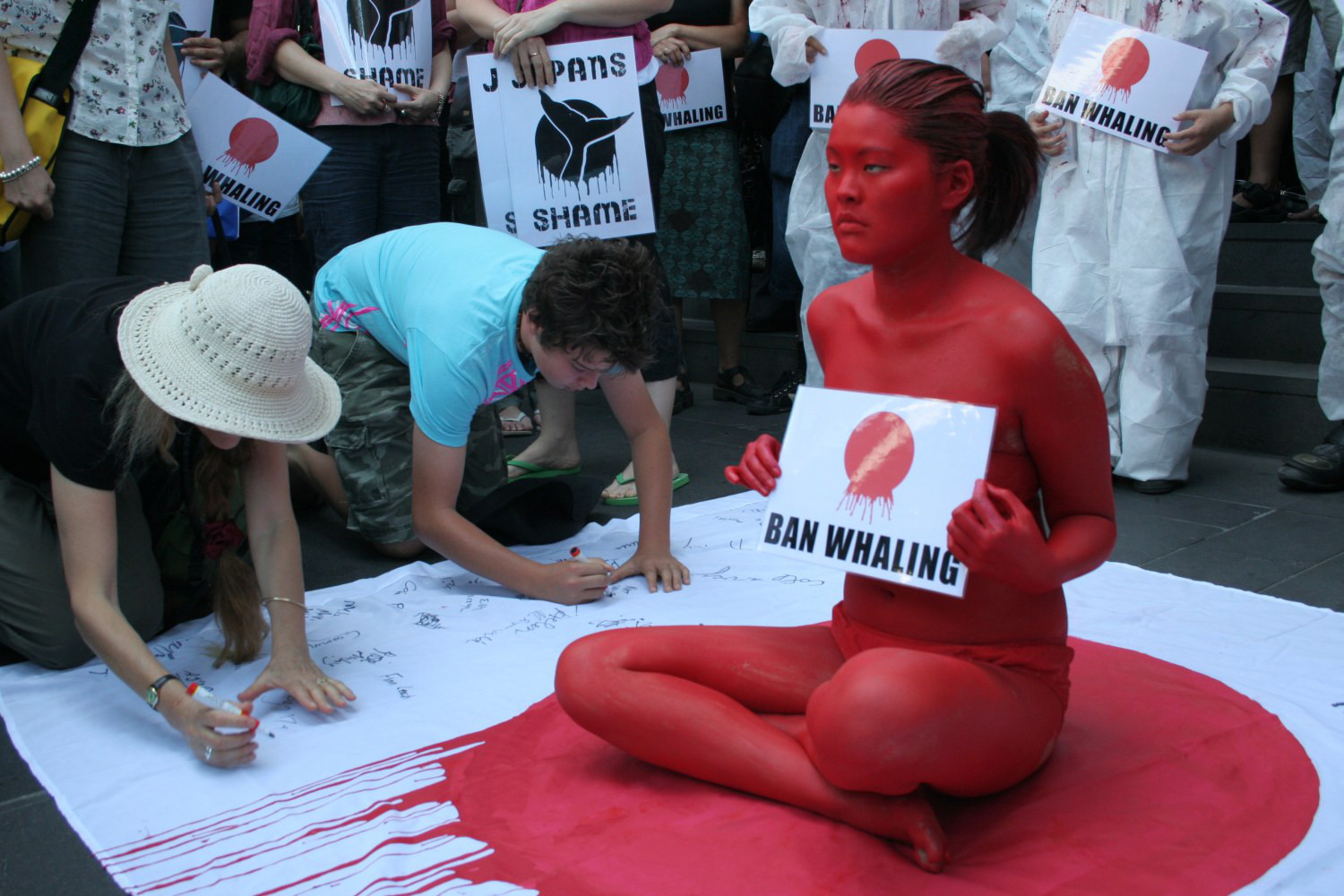
فعالیت جنبش‌های ضد شکار نهنگ

شکار نهنگ در ژاپن (انگلیسی: Whaling in Japan) فعالیت‌های مرتبط با شکار نهنگ در کشور ژاپن قدمتی طولانی دارد و تخمین زده می‌شود که از حدود قرن ۱۲ آغاز شده باشد. با همهٔ این احوال، شکار نهنگ در مقیاس صنعتی از حوالی ۱۸۹۰ و مصادف با دوران اقدام این کشور برای مدرنیزه کردن این صنعت شکل گرفت. این مقطع همان زمانی است که بسیاری از کشورهای دیگر از جمله ایسلند و نروژ نیز دست به چنین اقداماتی زدند. فعالیت‌های مدرن شکار نهنگ ژاپن امروزه به خارج از آب‌های سرزمینی این کشور هم گسترش یافته و به ویژه به پناهگاه نهنگ‌هایی که توسط کشورهای دیگر، محافظت می‌شود تسری داشته‌است. سهم خودخواسته ژاپن از کمیسیون بین‌المللی شکار نهنگ برای هر فصل شکار نهنگ، شامل ۹۳۵ نهنگ بزرگ‌باله‌ای کوچک، ۵۰ نهنگ تیغ‌باله و ۵۰ نهنگ گوژپشت می‌باشد.

## تنش‌ها با استرالیا
دولت استرالیا به دلیل مجاورت با قطب جنوب، نسبت به فعالیت‌های شکار نهنگ ژاپن در جنوب اقیانوس آرام مواضع سختگیرانه‌ای داشته‌است. در سال ۱۹۹۴ این کشور مدعی شد که منطقه انحصاری اقتصادی بالغ بر ۲۰۰-مایل-دریایی (۳۷۰-کیلومتر) در اطراف آب‌های قلمرو جنوبگان استرالیا ایجاد می‌نماید که شامل بخشی از منطقه جنوبی پناهگاه نهنگ‌ها است. در دسامبر ۲۰۰۷ دولت راد اعلام کرد که برنامه‌هایی برای نظارت بر شکارچیان ژاپنی که قصد ورود به آب‌های استرالیا را دارند، در نظر دارد و همچنین اشاره کرد که هدف عمده، جمع‌آوری شواهد مستدل برای چالش‌های حقوقی است.
در ۸ ژانویه دولت استرالیا کشتی وایکینگ اقیانوسی را با هدف نظارت و گشت‌زنی ۲۰ روزه برای ردیابی کشتی‌های شکار نهنگ به این مناطق اعزام نمود. در ۷ فوریه همان سال، استرالیا تصاویری از کشتی اوشین مارو منتشر کرد در حالی که چندین نهنگ مختلف را شکار کرده بود. یکی از این تصاویر، شکار نهنگ مادری بود در حالی که بچه ۱ ساله‌اش نیز به اتفاق او کشته شده‌بود. دولت استرالیا ضمن بی‌اساس خواندن ادعاهای ژاپن مبنی بر انجام این شکارها به منظور تحقیقات علمی، وجود چنین اسنادی را چالش‌برانگیز خواند در اواخر سال ۲۰۰۹ نخست‌وزیر استرالیا بار دیگر مخالفت‌های رسمی خود با برنامه شکارهای صنعتی نهنگ ژاپن را اعلام و تهدید کرد که از طریق دادگاه‌های بین‌المللی اقدام قانونی خواهد کرد.